# Višća Gornja
Višća Gornja (en cyrillique : Вишћа Горња) est un village de Bosnie-Herzégovine. Il est situé dans la municipalité de Živinice, dans le canton de Tuzla et dans la fédération de Bosnie-et-Herzégovine. Selon les premiers résultats du recensement bosnien de 2013, il compte 421 habitants.

## Démographie

### Évolution historique de la population dans la localité
| 1948 | 1953 | 1961 | 1971  | 1981  | 1991 | 2013 |
| ---- | ---- | ---- | ----- | ----- | ---- | ---- |
| -    | -    | 985  | 1 618 | 1 811 | 622  | 421  |

|  |

### Communauté locale
En 1991, la communauté locale de Višća Gornja comptait 2 734 habitants, répartis de la manière suivante :